# Zbrinc
Zbrinc (nem. Sbrinz), je vrsta švicarskega zelo trdega sira.

## Značilnosti
Zbrinc je zelo trd sir, primeren za strganje. Izdelujejo ga iz surovega kravjega mleka in oblikujejo velike ploščate hlebce, katerih višina je 10 do 14 cm, premer pa 50 do 70 cm. Teža hlebca je odvisna od njegove velikosti in variira od 20 do 45 kg. Hlebec ima čvrsto zlatorumenorjavo skorjo. Sir ima na prerezu ostre robove, temnejše čvrsto zrnato testo, ki je skoraj brez očesc, sredica pa je trda in lomljiva. Vonj zbrinca je intenziven, okus pa aromatičen, sladek, bogat in pikanten. Zbrinc vsebuje 45 % maščobe v suhi snovi, 40 % vode v nemaščobni snovi in do 2 % soli.

## Zgodovina
Zbrinc imajo za najstarejši švicarski sir. Izvira iz švicarske pokrajine Brienz, od koder se je razširil v kantone Luzern, Obwalden in Nidwalden.

## Proizvodnja
Po stiskanju sir med zorenjem močno solijo z zrnasto soljo, ga obračajo dvakrat do trikrat tedensko, obenem pa ga čistijo in dosoljujejo. Čas zorenja zbrinca je najmanj 17 mesecev, običajno pa od 2 do 3 leta. Po približno enem letu hlebe sira zložijo tako, da stojijo na obodni površini, vse do končne zrelosti. Iz Švice pa se je zbrinc kasneje razširil tudi v druge države, kjer ga poznajo pod imenom Sbrinz.

### Zaščita označbe porekla
Leta 2001 je zbrinc dobil švicarsko oznako geografsko zaščitenega izdelka AOC (Appellation d'origine contrôlée), od 2013 pa se v Švici nekatere sire lahko označuje z oznako geografsko zaščitenega izdelka AOP (Appellation d'origine protégée). Le-ta zagotavlja, da vse, od surovin do proizvodnega procesa in končnega izdelka, prihaja iz ene jasno določene regije izvora. 
V Uniji je tej oznaki primerljiva oznaka Zaščitena označba porekla, ki pa je del širšega evropskega sistema zaščite geografskih označb.
Skrb za kakovost švicarskega sira v okviru Schweizersiche Käse Union je na nacionalni ravni tako velika in natančna, da razlike med posameznimi proizvajalci niso omembe vredne.